# Barone Canavese
Barone Canavese (piemontesisch Baron) ist eine italienische Gemeinde in der Metropolitanstadt Turin (TO), Region Piemont.

## Lage und Einwohner
Barone Canavese liegt knapp 40 km nordöstlich von Turin in der Moränenlandschaft von Ivrea. Das Gemeindegebiet umfasst eine Fläche von 4 km² und hat 554 Einwohner (Stand 31. Dezember 2023). 
Die Nachbargemeinden sind Mercenasco, San Giorgio Canavese, Candia Canavese, Orio Canavese und Caluso.

### Bevölkerungsentwicklung

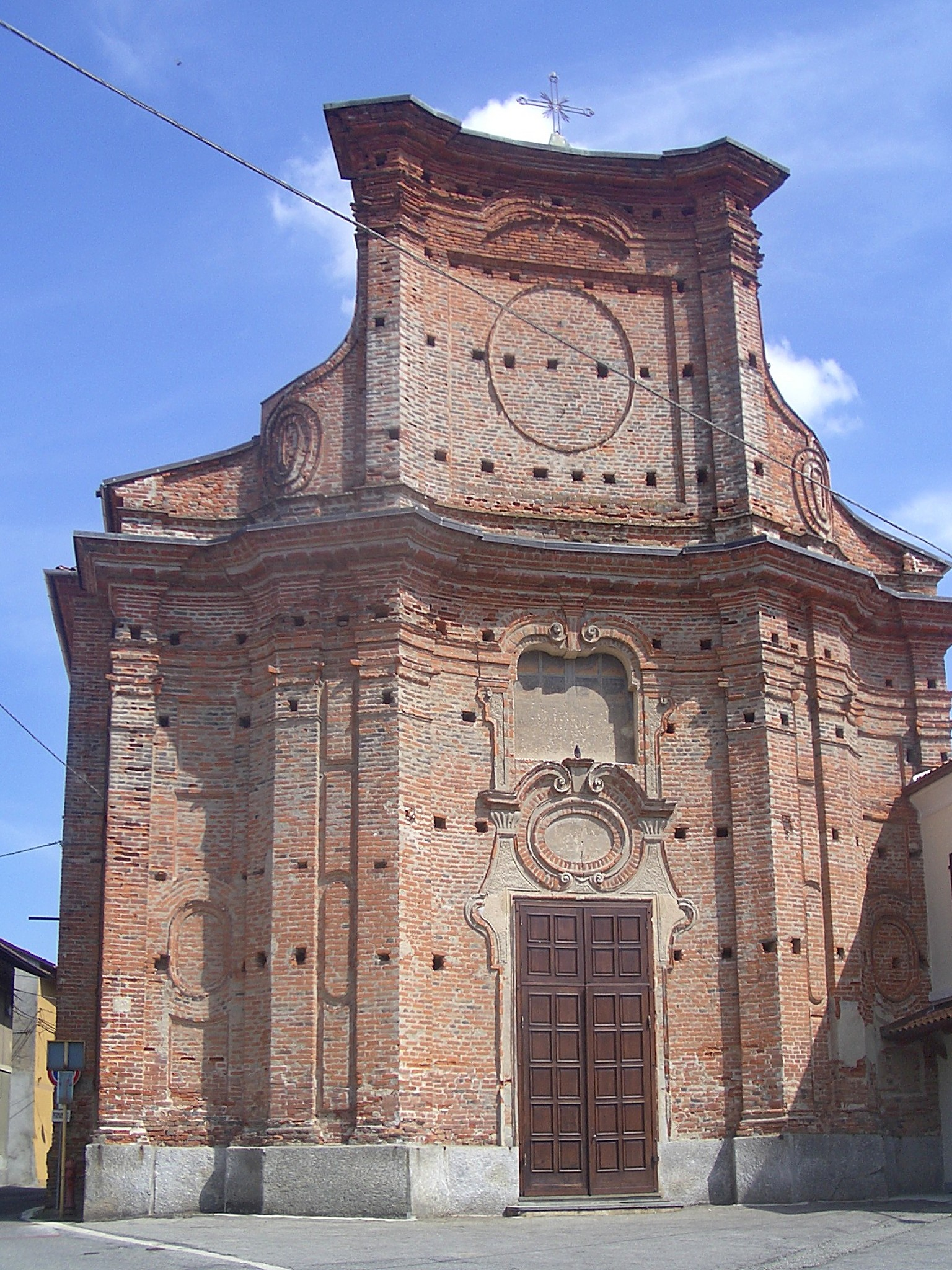
Kirche Santa Maria Assunta